# Wacław Bański
Wacław Bański (ur. 10 września 1897 w Częstochowie, zm. 2 września 1920) – żołnierz Legionów Polskich, podoficer Wojska Polskiego w II Rzeczypospolitej, kawaler Orderu Virtuti Militari.

## Życiorys
Urodził się w Częstochowie w rodzinie Piotra i Jadwigi z Zachejdów.  Absolwent gimnazjum w Częstochowie.
W sierpniu 1914 wstąpił do Legionów Polskich. Od listopada 1918  służył w 5 kompanii 2 pułku piechoty Legionów i w jej składzie walczył na frontach wojny polsko-bolszewickiej.
W tym czasie awansowany na stopień sierżanta. Szczególnie odznaczał się w bitwie pod Ogarami, gdzie na czele swojej kompanii zdołał powstrzymać atak liczniejszego nieprzyjaciela, co zapewniło utrzymanie pozycji 2 baonu i dało czas do przegrupowania posiadanych sił. Za bohaterstwo w walce odznaczony został Krzyżem Srebrnym Orderu Wojskowego „Virtuti Militari”.

## Odznaczenia
- Krzyż Srebrny Orderu Wojskowego Virtuti Militari nr 5551 – pośmiertnie, 18 września 1922[5][2]
- Krzyż Niepodległości – pośmiertnie, 1932[2]